# Castello di Pellegrino Parmense
Il castello di Pellegrino Parmense è un maniero medievale che sorge sulla vetta di un colle in prossimità del borgo di Pellegrino Parmense, in provincia di Parma.

## Storia
La fortezza originaria fu innalzata a difesa del vicino borgo probabilmente nel 981, per volere di Adalberto di Baden, di stirpe obertenga, che fu investito del marchesato di Pellegrino dall'imperatore del Sacro Romano Impero Ottone II di Sassonia. I suoi due figli Umbertino e Bertoldo diedero origine all'importante casata dei Pallavicino.
Nei secoli seguenti il castello fu conteso dai parmigiani e dai piacentini, che cercarono più volte di impossessarsene. Nel 1198 il cardinale Pietro Capuano, diacono di Santa Maria in Via Lata, si recò a Borgo San Donnino per pacificare i due fronti, ma durante il suo viaggio lungo la valle dello Stirone subì l'assalto da parte di Guglielmo Pallavicino, che lo spogliò di tutte le sue sostanze; il ricco bottino consentì al marchese di ricostruire completamente il maniero, che da allora fu a lungo considerato inespugnabile.
Il marchese Oberto II Pallavicino, feroce condottiero ghibellino, sottomise i guelfi parmigiani che, impossibilitati a impadronirsi della fortezza, furono costretti a riconoscergli una pensione di 1000 lire imperiali, ma non gli risparmiarono l'attacco e la distruzione nel 1267 del castello di Ravarano, anch'esso di sua proprietà.
Nel 1304 il castello, all'epoca appartenente a Manfredino Pallavicino, fu attaccato da Francesco Scotti, signore di Piacenza, che, aiutato da Ghiberto da Correggio e dalle truppe del Comune di Parma guidate da Nicolò Fogliani, cinse per 15 giorni d'assedio il maniero, che resistette, per poi ripiegare sulla rocca di Belvedere, che fu distrutta.
Nel 1307 in seguito alla ribellione di Pellegrino e Bardi all'autorità di Alberto Scotti, il signore di Piacenza attaccò i ribelli riuscendo ad avere la meglio su Bardi, Borgotaro e Castell'Arquato; soltanto Pellegrino fu in grado di contrastare ogni assalto, causando la ritirata dei piacentini.
Il castello perse la sua fama di inespugnabilità nel 1428, quando fu assaltato dalle truppe del duca di Milano Filippo Maria Visconti, guidate dal capitano di ventura Niccolò Piccinino; il marchese Manfredo Pallavicino fu arrestato e costretto sotto tortura a confessare di aver congiurato contro il duca, che lo condannò a morte. Nel 1438 il feudo di Pellegrino, ridotto a contea, fu assegnato al Piccinino, che fortificò la rocca estendendo la cinta muraria per comprendervi anche le case e la chiesa del borgo; al conte succedettero i figli Francesco e Jacopo.
Nel 1449 il condottiero Alessandro Sforza conquistò il castello, che nel 1472 fu acquistato da Gabriella Gonzaga, moglie di Corrado Fogliani, fratello per parte di madre del duca Francesco Sforza; il duca Galeazzo Maria Sforza elevò nuovamente a marchesato il feudo di Pellegrino, per assegnarlo al cugino Lodovico Fogliani, al quale concesse la facoltà di aggiungere al proprio il cognome Sforza.
L'ultimo marchese Giovanni Fogliani Sforza d'Aragona, dal 1755 viceré di Sicilia, nel 1759 rinunciò ai propri feudi in favore di Federico Meli Lupi di Soragna, figlio di sua sorella; il marchesato passò alla sua morte al figlio Carlo, che nel 1805 fu costretto ad abbandonare Pellegrino a causa dei decreti napoleonici relativi all'abolizione dei diritti feudali.
In seguito il maniero passò alla famiglia Boccoli, che lo rivendette nel 1817 ai Pettenati; i loro discendenti durante la prima guerra mondiale alienarono il castello, che, spogliato di ogni arredo, fu utilizzato come falegnameria.
Durante la seconda guerra mondiale la fortezza fu requisita dai tedeschi, che la utilizzarono come torre d'avvistamento e alloggiamento per le armate.
In seguito il maniero passò di mano più volte; a Carlo Raggio seguirono dapprima i Bottego e successivamente i Tomelleri, che ne avviarono i primi importanti interventi di restauro; dopo il 1990 il castello fu acquistato dall'imprenditore Camillo Catelli, che completò i lavori recuperando anche la cappella e la torre e arredò con mobili antichi le sale.

## Descrizione

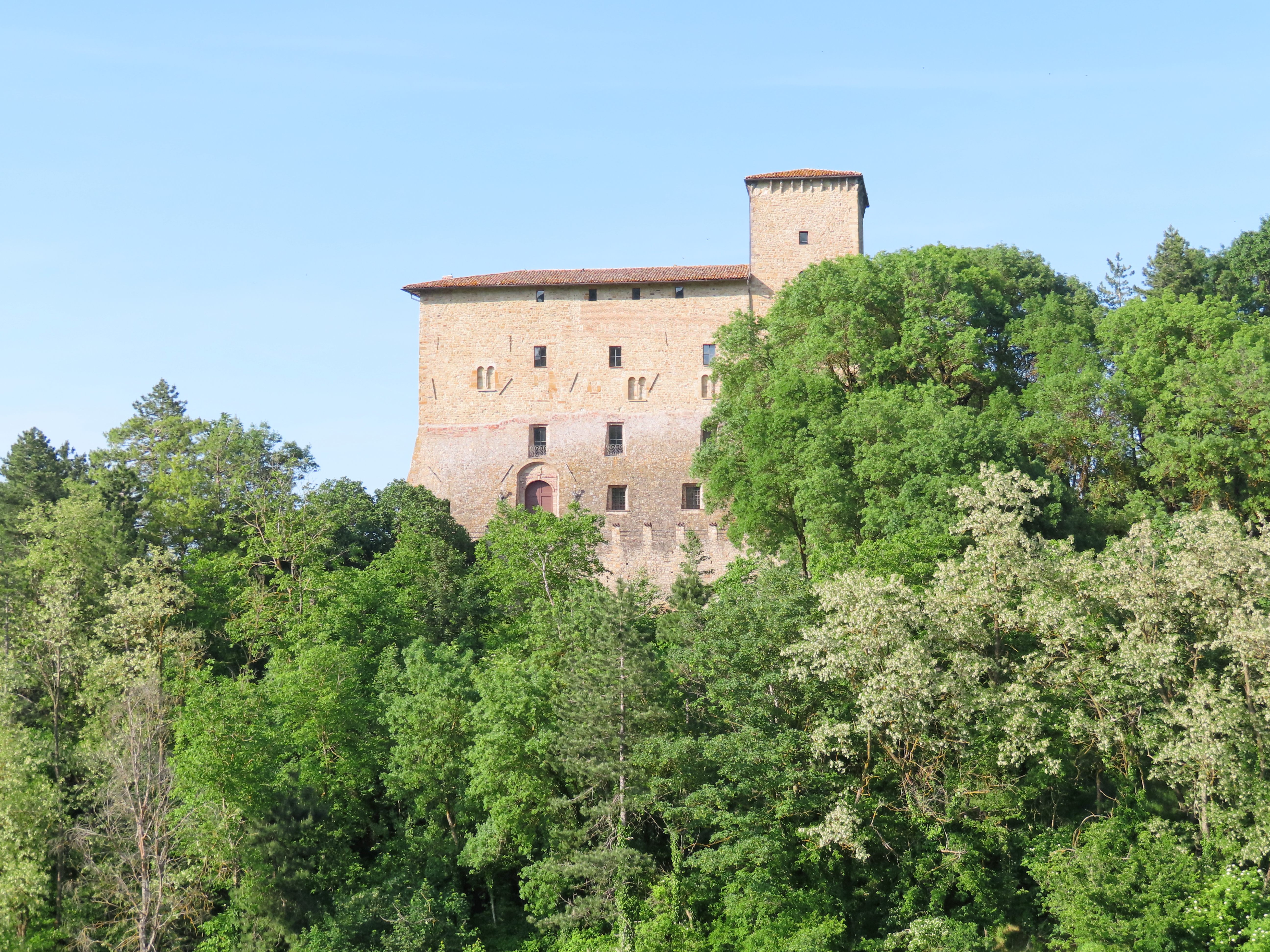
Lato sud

Il castello si sviluppa sulla vetta di un colle innalzandosi su un alto corpo a pianta rettangolare, affiancato sullo stretto lato est da un torrione quadrangolare; all'esterno si elevano alcuni tratti della cinta muraria, anch'essa articolata su un impianto rettangolare, in origine caratterizzata dalla presenza, in corrispondenza degli spigoli, di quattro torri cilindriche, di cui si conservano intatte solo quelle sul fianco est.
Le austere facciate in pietra sono caratterizzate dal marcato andamento a scarpa degli spessi muri ai primi livelli e dalla presenza di un numero limitato di piccole finestre, a testimonianza del forte carattere difensivo del maniero; sulle fronti sono inoltre visibili alcune bifore chiuse, mentre lungo il perimetro sommitale del corpo principale sono distinguibili gli antichi merli accecati.
All'interno, oltre alle numerose sale arredate con mobili d'antiquariato, sono presenti gli antichi ambienti di servizio e le prigioni, tra cui la cella in cui fu torturato e ucciso per strangolamento l'ultimo marchese Manfredo Pallavicino.

## Il presunto fantasma
Il castello è noto per ospitare il presunto fantasma della Dama bianca, che sarebbe stato avvistato per la prima volta nel 1827, come riportato nei documenti ufficiali ancora oggi esistenti.
Dopo le prime manifestazioni dello spettro vestito con un manto bianco, testimoniate sotto giuramento da alcuni abitanti del borgo, la notizia si estese velocemente in tutto il ducato di Parma e Piacenza e cominciarono a giungere a Pellegrino sempre più curiosi dall'intero Stato, per raccogliersi attorno al maniero e assistere alle apparizioni, che avvenivano sempre fra le 18,15 e la mezzanotte; per un certo periodo si contarono in media 300 visitatori al giorno, ma il fenomeno dopo qualche tempo iniziò a infastidire le autorità governative, che decisero di inviare sul posto un corpo di Dragoni Ducali, con lo scopo di impedire ogni forma di assembramento; in seguito al loro arrivo le pubbliche apparizioni della Dama bianca cessarono completamente.